# زیارتگاه روستای آبقه
زیارتگاه روستای آبقه مربوط به دوره قاجار است و در شهرستان تایباد، بخش مرکزی، روستای آبقه واقع شده و این اثر در تاریخ ۱۹ مرداد ۱۳۸۴ با شمارهٔ ثبت ۱۲۸۶۸ به‌عنوان یکی از آثار ملی ایران به ثبت رسیده است.